# Lubuk (Pelepat Ilir)
Lubuk is een bestuurslaag in het regentschap Bungo van de provincie Jambi, Indonesië. Lubuk telt 664 inwoners (volkstelling 2010).